# 佐備神社
佐備神社（さびじんじゃ）は、大阪府富田林市にある神社。式内社で、旧社格は村社。

## 祭神
主祭神
- 天太玉命

左相殿
- 松尾大神
  - 大山祇神
  - 中津嶋姫神

右相殿
- 春日大神
  - 建御賀豆智命
  - 伊波比主命
  - 天子八根命
  - 比売神

本殿が三社造りであるのに文献では天太玉命・松尾大神としか書かれておらず、もう1座の祭神が不詳であったが、寛文6年の修理木札に「左松尾大明神、右春日大明神」と記されていたことから右相殿に春日大神が祀られた。

## 歴史
社伝では天安2年（858年）正月の創建としている。当地は忌部氏の流れを汲む佐味氏の居住地である石川郡佐備郷であり、祖神として天太玉命が祀られたものとみられる。
延喜式神名帳に「河内国石川郡 佐備神社」と記載され、小社に列している。明治5年村社に列格し、大正元年、神饌幣帛料供進社に指定された。

## 境末社

### 摂社
- 水分神社
- 天神社（祭神 素盞嗚命） - 元は楠木正成が嶽山山頂に築いた龍泉山城の鎮守・大将軍祠であったと伝えられる

### 末社
- 相模国一ノ宮 寒川神社
- 丹後国一ノ宮 籠守神社
- 撞賢木神社
- 山城国一ノ宮 加茂神社
- 信濃国一ノ宮 諏訪神社
- 菅原神社
- 妙見宮

## 現地情報
所在地
- 大阪府富田林市佐備467

交通アクセス
- 最寄バス停：4市町村コミバス バス停「下佐備」下車後、徒歩約2分（北へ約120m）